# Konwencje haskie z 1899 i 1907 roku

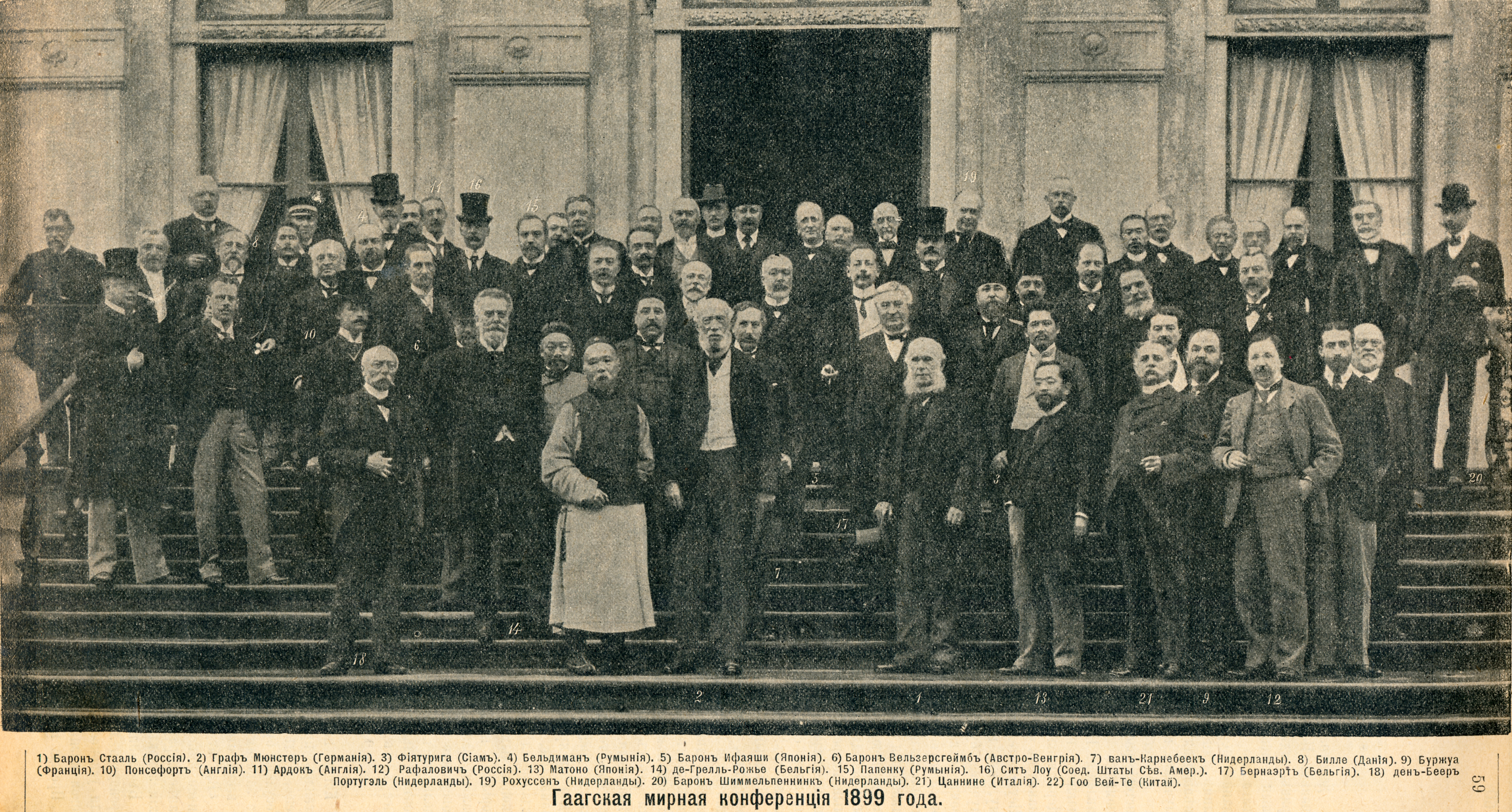
Delegaci konwencji z 1899 roku

Konwencje haskie z 1899 i 1907 roku – umowy międzynarodowe zawierane w Hadze dotyczące prawa konfliktów zbrojnych.

## Konwencje haskie z 29 lipca 1899 roku
- I konwencja haska – pokojowe rozstrzyganie sporów międzynarodowych, utworzenie Stałego Trybunału Rozjemczego.
- II konwencja haska – zwyczaje i prawa podczas wojny lądowej, wzorowana na deklaracji brukselskiej z 1874 roku.
- III konwencja haska – zastosowanie konwencji genewskiej z 1864 roku do wojny na morzu.

## Konwencja haska z 21 grudnia 1904 roku
- dotyczyła ochrony okrętów szpitalnych[1].

## Konwencje haskie z 18 października 1907 roku
Rozszerzała zakres konwencji haskich z 1899 roku i ustanawiała nowe przepisy; podczas konferencji przyjęto 13 konwencji (z czego ratyfikowano 12), dotyczących m.in.:
- pokojowego załatwiania sporów międzynarodowych (konwencja haska I) – zmiana I konwencji z 1899 r.[2][3];
- ograniczenia użycia siły w celu ściągnięcia długów zawarowanych umową (konwencja haska II) zwana od nazwisk inicjatorów konwencją Drago–Portera[4];
- sposobu rozpoczęcia konfliktu (konwencja haska III)[5][6];
- praw i zwyczajów wojny lądowej (konwencja haska IV), zmiana II konwencji z 1899 r.[7][8];
- sposobu zachowania się mocarstw neutralnych (konwencja haska V);
- sposobu traktowania statków handlowych należących do nieprzyjaciela na początku wojny (konwencja haska VI)[9];
- przemiany statków handlowych na okręty wojenne (konwencja haska VII)[10]'
- zakładania min podwodnych, wybuchających automatycznie za dotknięciem oraz używania torped, które nie stają się nieszkodliwe, gdy chybią celu (konwencja haska VIII)[11]'
- bombardowania przez morskie siły zbrojne w czasie wojny (IX konwencja haska)[12]'
- zastosowania do wojny morskiej zasad konwencji genewskiej z 1906 r. (X konwencja haska)[13] zmiana III konwencji z 1899 r.;
- ograniczeń w wykonywaniu prawa zaboru w wojnie morskiej (XI konwencja haska)[14];
- utworzenia Międzynarodowego Trybunału Łupów (XII konwencja haska) jako instancji odwoławczej od orzekających konfiskaty wyroków sądów kaperskich, ustanawianych przez państwa uczestniczące w wojnie morskiej[15] – nie została ratyfikowana, zasady dopracowała Deklaracja londyńska;
- praw i obowiązków mocarstw neutralnych w razie wojny morskiej (XIII konwencja haska)[16].

## Reguły haskie z 19 lutego 1923 roku
Na konferencji tej ustalono reguły wojny powietrznej, wobec braku ratyfikacji zostały normami wewnętrznymi państw uczestniczących.